# Медицина
Медици́на (от лат. medicīna, от словосочетания ars medicina — «лечебное искусство, искусство исцеления», и имеет тот же корень, что и глагол medicus, mеdеоr — «лечу, пользую, исцеляю») — система научных знаний и практической деятельности, целями которой являются укрепление и сохранение здоровья, продление жизни, предупреждение и лечение болезней человека и животных (ветеринарная медицина), а также облегчения страданий от физических и психических недугов.
При необходимости противопоставления обычной медицины другим направлениям, таким как «альтернативная», «народная» медицина, слово «медицина» уточняют — «общепринятая», «доказательная», научная, «официальная», иногда конвенциональная медицина (от англ. conventional — «обычный, традиционный, общепринятый»).
Если методы альтернативной медицины используются совместно с общепринятыми, такую практику называют «комплементарной» медициной.

## Символы
В современном мире наибольшее символическое значение для обозначения медицины получили 4 варианта.
Один из внешних символов медицины с конца XX века — шестиконечная «Звезда жизни». Более древним символом медицины является посох Асклепия, который, согласно преданию, принадлежал великому целителю. Третий популярный знак — красный крест и красный полумесяц; его слава тесно связана с деятельностью Международного движения Красного Креста и Красного Полумесяца. Четвёртый символ медицины, — чаша с обвившейся вокруг неё змеёй, связан с Авиценной, который в лечении применял яд змей и древнегреческой богиней здоровья Гигиеей (см. гигиена), изображавшейся с чашей и со змеёй.
- «Звезда жизни»
- «Посох Асклепия»
- «Эмблема Международного Красного Креста»
- «Эмблема Международного Красного Полумесяца»
- «Чаша Гигиеи» (см. гигиена)
- «Эмблема Красного Маген Давида»
- «Эмблема IFRC»

## История

### Древний мир
Первоначально возникновение заболевания рассматривалось как некое внешнее и совершенно враждебное человеку живое существо, которое каким-либо образом проникает в его тело и способно вызвать болезненное состояние. Таким образом, абсолютная беспомощность человека той эпохи перед силами природы в сочетании с непониманием сущности и законов окружающего мира способствовали возникновению ложных представлений о существовании злых духов, способных вселяться в организм человека, а также привели к разработке и применению целого ряда магических средств и приёмов лечения (заклинания, заговоры, молитвы и так далее), которые являлись, по сути, зачатками психотерапии. Зарождение и развитие зна́харства и шама́нства на ранних этапах существования человека привело к возникновению понятия лечения как такового. В странах Древнего Востока получила развитие так называемая жреческая, или храмовая, медицина. Кроме того, письменные памятники Древнего Востока (древнеегипетские медицинские папирусы; Хаммурапи законы; Ману законы и Аюрведа в Индии и другие) свидетельствуют, что в древних государствах законодательным путём были регламентированы условия деятельности врачей вплоть до размеров гонораров за лечение и установления различных степеней ответственности за нанесение ущерба больному.

Таким образом, в древнем мире врачи и жрецы, наряду с мистическими, магическими формами врачевания, использовали рациональные лечебные приёмы и целебные средства народной медицины. Немаловажное значение уделялось диететике, гигиеническим предписаниям, массажу, водным процедурам, гимнастике. Известны дошедшие до наших дней свидетельства успешного (следы восстановления костной ткани в области рукотворных трепанационных отверстий, наличие костных мозолей на сломанных костях и так далее) применения хирургических методов лечения: трепанация черепа, кроме того, описано применение в случае патологических родов или гибели роженицы во время кесарева сечения, а в случае внутриутробной гибели плода — эмбриотомии и так далее. Древнекитайская медицина использовала более 2 000 лекарственных средств, среди которых особое место занимали женьшень, ртуть, корень ревеня, камфора и другие. Несколько тысячелетий насчитывает своеобразный метод иглотерапии. Относительно высокого уровня достигли в Древней Индии анатомия и хирургия.

#### Античная медицина
Значительных успехов достигла медицина в развитых античных государствах: есть исторические документы, донёсшие до нас свидетельства современников-очевидцев и труды древнегреческого врача Гиппократа, римского естествоиспытателя Клавдия Галена, александрийских врачей Герофила и Эрасистрата.
- Врач, который лечит пациента, ок. 480–470 годы до н.э.
- Древнеримский катетер I века н.э.

### Средние века
Накопление практических медицинских наблюдений продолжалось и в средние века. Возникли специальные учреждения для лечения больных и раненых, монастырские больницы для гражданского населения (VII век). Крестовые походы, сопровождавшиеся миграцией населения, способствовали возникновению опустошительных эпидемий и обусловили в Европе создание карантинов.
В VII веке в исламских странах начинают активно развиваться науки: учёные исламского мира в числе прочего продолжают развивать медицинские знания древних цивилизаций. Халифы покровительствуют наукам и учёным. Харун ар-Рашид устраивает в Багдаде школы, больницы и аптеки. Его сын Аль-Мамун основывает в Багдаде Академию, призывает к себе учёных из всех стран. Школы устраиваются во многих местах: в Куфе, Басре, Бухаре и других городах.
В 873 году при Ахмаде ибн Тулуне была создана первая крупная государственная больница, предназначенная исключительно для бедных слоёв населения. При поступлении в больницу одежда и деньги сдавались на хранение управителю, а при выписке из больницы пациент получал в качестве последнего рациона одну курицу и один хлеб. Больница включала также отделение для умалишённых.
Арабы находились в условиях, по-видимому, особенно способствовавших развитию медицины, так как ислам призывает искать лекарства от болезней и превозносит тех, кто лечит людей. Арабские учёные-медики переводили и изучали сочинения древних медиков. Ибн Зухр (Авензоар) является первым известным врачом, осуществлявшим анатомирование и посмертное вскрытие человека. Знаменитейшие из арабских медиков: Аарон, Бактишва (несколько врачей-несториан), Гонен, Ибн аль-Вафид (Абенгефит), Ар-Рази, Али ибн Сахль Раббан аль-Табари (Гали-Аббас), Ибн Сина (Авиценна), Альбукасис, Ибн Рушд (Аверроэс), Абдул-Латиф аль-Багдади.
Византийская и арабская медицина обогатила мировую медицинскую науку новыми описаниями симптомов болезней и лекарственных средств. Значительную роль в развитии медицины сыграл среднеазиатский учёный Ибн-Сина (Авиценна).

#### Медицина в средневековой Западной Европе
В средневековой Западной Европе, по сравнению с античностью, эмпирическая наука находилась в упадке, приоритет имели теология и схоластика. Сосредотачивалась наука в университетах. Начиная с IX века, в университетах на территории современной Германии, Англии и Франции, наряду с другими науками преподавалась, в том числе, и медицина. Лечением занимались монахи и светские люди. Самой знаменитой из врачебных школ в Европе в средние века была Салернская. Сочинения этой школы были приняты, как образцовые, в других училищах. Наиболее известной была гигиеническая поэма «лат. Regimen Sanitatis». К Салернской школе принадлежали врачи духовного и светского звания, а также женщины. Они заведовали больницами, сопровождали армии в походах и состояли при королях и принцах. Только с XIII века у немногих представителей медицины того времени обнаруживается стремление изучать природу болезней путём наблюдений и опытов. Таковы Арнольд из Виллановы и Р. Бэкон. В XIV веке начинается разработка анатомии как науки на основании вскрытий и Мондино де Луцци (1275—1326) издаёт сочинение, содержащее точные изображения органов.

#### Средневековая Русь
На Руси активно развивалась монастырская и народная медицина. Лекарственным делом в России издавна занимались врачи-эмпирики («ликовци»), аптекари («зелийникы»), костоправы, цирюльники.
Первые письменные упоминания о медицине на Руси восходят к XI веку. В летописях врачей называли лечцами. О них упоминает «Краткая Русская Правда». Уже в 1073 и 1076 г. были записаны «Изборники», в которых наряду с переводами фрагментов библейских книг и сочинений византийских писателей были перечислены некоторые болезни и приведены сведения об их лечении, рекомендации о содержании тела в чистоте, советы относительно питания в разные времена года. Упоминаются в «Изборнике» и лечцы, которые лечат травами и мазями, а также лечцы-хирурги, умеющие делать прижигания и «разрезать ткани».
В летописи Нестора (XI в.) содержится первое письменное упоминание о русской паровой бане, целебная сила которой была известна на Руси с самых древних времён. Издавна в ней здесь лечили простуду, болезни суставов и кожные заболевания, вправляли вывихи, делали кровопускания и «накладывали горшки» — прообразы современных лечебных банок.
С XI в. развивается монастырская медицина, появляются монастырские больницы. Так в Никоновской летописи записано, что в 1091 г. митрополит Ефрем поставил больницы в Переяславе. Позднее они появились в Новгороде, Смоленске и других городах. Сведения о монастырской больнице содержатся в монастырских хрониках — «Киево-Печерском патерике» (XII в.). Он содержит упоминания о монахах, известных своим врачебным искусством.
Никогда еще блаженный не выходил из монастыря. Посланный же князя, видя, что не хочет идти инок, стал молить его, чтобы он хотя зелья дал. И тот, будучи принужден игуменом, дал ему зелья от своей еды, чтобы дали болящему. И как только князь принял это зелье, тотчас выздоровел.Из Киево-Печерского патерика, XIII век
Берестяные грамоты начала XIV в. сообщают о наличии монастырских больниц в древнем Новгороде. В первой половине XVI в. основана больница при Соловецком монастыре. При ней была специальная больничная библиотека. Монахи занимались не только практической медициной, перепиской и хранением рукописей, но и переводом греческих и латинских книг медицинского содержания. Так в начале XV в. в Кирилло-Белозерском монастыре, на территории которого располагались больничные палаты, его основатель монах Кирилл Белозерский (1337—1427) перевёл с греческого небольшой рукописный трактат «Галиново на Иппократа» — комментарии Галена на сочинение одного из врачей школы Гиппократа, получивший затем широкое распространение, а в XVII век монах Чудова монастыря Епифаний Славинецкий перевёл на русский язык сокращенный труд Андреаса Везалия по научной анатомии «Эпитоме». При этом они дополняли их своими знаниями, основанными на опыте русского народного врачевания.

### Эпоха Возрождения
Значительный шаг в развитии медицины был сделан в эпоху Возрождения (XV—XVIII веках). Швейцарский врач Парацельс выступил с пропагандой медицины, основанной на опыте и знаниях, ввел во врачебную практику различные химические вещества и минеральные воды. А. Везалий описал строение и функции тела человека. Английский врач У. Гарвей создал учение о кровообращении.

В области практической медицины важнейшими событиями XVI века были создание итальянским врачом Дж. Фракасторо учения о контагиозных (заразных) болезнях и разработка первых научных основ хирургии французским врачом А. Паре.
Лечением травм и ран зачастую занимались профессиональные палачи. Опытные палачи, такие как Франц Шмидт (XVI в. Германия) зарабатывали врачеванием больше, чем пытками и казнями.

### Новое время
Рост промышленного производства привлек внимание к изучению профессиональных заболеваний. На рубеже XVII—XVIII веков итальянский врач Б. Рамаццини положил начало изучению промышленной патологии и гигиены труда.
С развитием медицины зарождаются в разных странах медицинские учебные заведения. В XVIII веке в Российской империи была создана Академия наук (1724) и медицинская коллегия (1763) — административные центры в области медицины, а также открыто несколько медицинских школ.
В 1773 году открыт Медицинский коллегиум во Львове, который в 1784 объединился с медицинским факультетом Львовского университета, 1787 — открыта Елизаветградская медико-хирургическая школа. Одним из основных источников, комплектовали слушателей медицинских школ, была Киевская академия, где в конце XVIII века начали преподавать медицину (в 1802 году открыт медицинский класс — первым его преподавателем стал А. Ф. Масловский).
Во второй половине XVIII века — первой половине XIX века были заложены основы военной и морской гигиены. Немецкий учёный Р. Кох стал одним из основоположников микробиологии. Основы экспериментальной фармакологии и токсикологии заложил французский физиолог и патолог К. Бернар. Труды немецкого физиолога Г. Гельмгольца, чешского биолога Я. Пуркине способствовали прогрессу офтальмологии.
В это время увеличивается количество медицинских учебных заведений.

## Направления и области медицины

### Профилактическая медицина
Ранее эта область называлась Санитария и гигиена. Целью является предупреждение заболеваний, как в отношении одного индивидуума, так и в отношении групп, популяций людей.
- Гигиена изучает влияние факторов внешней среды на организм человека с целью оптимизации благоприятных и профилактики неблагоприятных воздействий.
- Рекреация изучает методики повышения сопротивляемости организма заболеваниям, в частности методики санаторно-курортного лечения, влияние любительского спорта и т. п.
- Дезинфектология изучает закономерности неспецифической профилактики инфекционных и паразитарных болезней путём воздействия на патогенные биологические объекты и их переносчиков.
- Санитария
- Эпидемиология изучает демографию болезненных процессов, мероприятия по их локализации и снижению заболеваемости, и включает в себя, но не ограничивается изучением эпидемий.

### Клиническая медицина
Выявление и лечение больных людей и предотвращение повторного заболевания одного и того же пациента.
- Медицинская диагностика изучает содержание, методы и последовательные ступени процесса распознавания болезней или особых физиологических состояний.
- Диетология изучает влияние еды и питья на здоровье и болезни, особенно при определении оптимального питания. Диетолог назначает терапевтическую диету при сахарном диабете, сердечно-сосудистых заболеваниях, лишнем весе и расстройствах пищеварения, аллергии, недоедании и опухолях. (иногда ошибочно путают с гигиеной питания).
- Терапия изучает лечение заболеваний терапевтическими методами (медикаментозное, консервативное лечение).
- Хирургия изучает лечение заболеваний посредством хирургических методов (оперативное лечение).
- Психиатрия изучает психические расстройства, причины их возникновения, методы диагностики, профилактики и лечения.
- Педиатрия изучает заболевания детского возраста, а также медикаментозное и консервативное лечение.
- Геронтология изучает процессы старения живых организмов, в том числе и человека.
- Неонатология изучает младенцев и новорождённых их рост и развитие, заболевания и патологические состояния.
- Кардиология рассматривает заболевания сердечно-сосудистой системы, их развитие, причины и лечение.
- Неврология изучает структуру и функции нервной системы, закономерности развития и возможные патологии, причины заболеваний, методы их предупреждения и лечения.
- Эндокринология изучает гормоны и их влияние на тело.
- Офтальмология изучает заболевания глазного яблока, его придатков (веки, слёзные органы, слизистая оболочка), костных структур и клетчатки, окружающей глаз.
- Стоматология изучает заболевания зубов, челюстей и ротовой полости, способы их диагностики и лечения.
- Урология изучает этиологию, патогенез, диагностику и лечение заболеваний органов мочевой системы, половой системы и других патологических процессов в забрюшинном пространстве.
- Нефрология изучает развитие, строение, функционирование, а также заболевания и нарушения функции почек.
- Пульмонология изучает развитие, строение, заболевания легких и их лечение.
- Гинекология изучает заболевания женской половой системы

### Фармакология (фармацевтика)
- Фармакоэпидемиология — синтетическая область знаний по изучению применения и действий лекарственных средств на больших группах людей.
- Фармация — комплекс научно-практических дисциплин, изучающих проблемы создания, безопасности, исследования, хранения, изготовления, отпуска и маркетинга лекарственных средств, а также поиска природных источников лекарственных субстанций
- Фармакология биохимическая
- Клиническая фармакология —изучает воздействие лекарственных средств на организм человека.
- Молекулярная фармакология
- Фармакогеномика — отрасль фармацевтики и фармакологии, которая исследует влияние генетической вариации каждого человека в его ответе на лекарственное средство.
- Экспериментальная фармакология

### Медико-биологические отрасли
- Анатомия изучает физическое строение организмов. В отличие от микроскопической анатомии — цитологии и гистологии — анатомия изучает макроскопические структуры.
- Биохимия изучает химические процессы, происходящие в живых организмах, особенности структуры и функции их химических компонентов.
- Биомеханика изучает структуры и функции биологических систем с помощью механических методов.
- Биологическая статистика — это применение статистики к биологическим полям в самом широком смысле. Знание биостатистики имеет важное значение в планировании, оценке и интерпретации медицинских исследований. Также биостатистика является основой для эпидемиологии и доказательной медицины.
- Биофизика — это междисциплинарная наука, которая использует методы физики и физической химии для изучения биологических систем.
- Цитология занимается микроскопическим исследованием отдельных клеток.
- Эмбриология изучает раннее развитие организма.
- Генетика изучает гены и их роль в биологической наследственности.
- Гистология изучает структуры биологических тканей с помощью световой микроскопии, электронной микроскопии и иммуногистохимии.
- Иммунология изучает иммунную систему, которая включает в себя врождённый и адаптивный иммунитет.
- Инфектология изучает инфекции.
- Комбустиология изучает ожоги и их лечение.
- Медицинская физика изучает применение принципов физики в медицине.
- Микробиология изучает микроорганизмы, в том числе простейшие, бактерии, грибы и вирусы.
- Молекулярная биология изучает молекулярные основы процесса репликации, транскрипции и трансляции генетического материала.
- Нейробиология включает в себя те дисциплины науки, которые связаны с изучением нервной системы. В основном, нейробиология сфокусирована на физиологии головного мозга и спинного мозга. Некоторые связанные клинические специальности включают в себя неврологию, нейрохирургию и психиатрию.
- Патология как наука изучает причины болезней, их ход, прогрессию и разрешение.
- Фотобиология изучает взаимодействие между неионизирующими излучениями и живыми организмами.
- Физиология изучает нормальное функционирование организма и лежащие в его основе механизмы регулирования.
- Радиобиология изучает взаимодействие между ионизирующими излучениями и живыми организмами.
- Токсикология изучает опасные эффекты лекарств и ядов.
- Сексология изучает сексуальное поведение человека.

### Отдельные области медицины
- Авиационная медицина
- Арктическая медицина
- Военная медицина
- Космическая медицина
- Радиационная медицина (радиационная гигиена)[19][20][21][22]
- Медицина катастроф
- Подводная медицина
- Спортивная медицина
- Судебная медицина
- Медицина труда
- Хрономедицина
- Ветеринарная медицина

### Теоретическая медицина
В медицине выделяют теоретическую медицину или биомедицину — область биологии, изучающую организм человека, его нормальное и патологическое строение и функционирование, заболевания, патологические состояния, методы их диагностики, коррекции и лечения с теоретических позиций.
Теоретическая медицина исследует теоретические основы лечения, предлагает пути развития практической медицины. Теоретическая медицина основана на логическом медицинском мышлении, подтверждённым научными теоретическими знаниями. Обобщение различных подходов даёт теоретической медицине возможность создавать медицинские гипотезы, которые будут являться неотъемлемой частью практического мышления (из тезисов Райтера Д. В.). Теоретическая медицина — это первый шаг практики (проф. Соловьёв В. З.).
Как правило, теоретическая медицина не затрагивает практику медицины в такой степени, в какой она занята теорией и исследованиями в медицине. Результаты теоретической медицины делают возможным появление новых лекарственных средств, более глубокое, молекулярное понимание механизмов, лежащих в основе болезни и процесса выздоровления, тем самым создавая фундамент для всех медицинских приложений, диагностики и лечения.

### Практическая медицина
В медицине выделяют также практическую, или клиническую, медицину (медицинскую практику) — практическое применение накопленных медицинской наукой знаний, для лечения заболеваний и патологических состояний человеческого организма. Непосредственно лечением занимается лечащий врач, что в РФ организовано в 5 этапов: поликлиника, скорая помощь, больница, специализированный стационар и реабилитационный центр.

### Доказательная медицина
В современной медицинской науке всё шире применяются критерии доказательной медицины, которая требует строгих доказательств эффективности тех или иных методов лечения, профилактики или диагностики путём методологически корректно выполненных РКИ (рандомизированных контролируемых испытаний) — двойных слепых плацебо-контролируемых клинических испытаний. Любые другие методы, не получившие подтверждения эффективности в РКИ, отвергаются как нерелевантные и неэффективные, вне зависимости от их кажущейся эффективности в открытых исследованиях, когда некоторые участники исследования знают, какое именно воздействие получает пациент.
Поскольку вероятность многих заболеваний увеличивается с возрастом, интенсивно развиваются с позиций доказательной медицины такие разделы, как геронтология и гериатрия, изучающие проблемы замедления старения, антивозрастной терапии и профилактической медицины в пожилом и старческом возрасте.

### Народная медицина
Согласно статье 50 Федерального закона «Об основах охраны здоровья граждан в Российской Федерации» №323-ФЗ от 21 ноября 2011 года, народная медицина (целительство) определяется как методы оздоровления, утвердившиеся в народном опыте, основанные на использовании знаний, умений и практических навыков по оценке и восстановлению здоровья. При этом к народной медицине не относятся оккультно-магические услуги и религиозные обряды.

## Коды в системах классификации знаний
- УДК 61
- Государственный рубрикатор научно-технической информации (ГРНТИ) (по состоянию на 2001 год)  (недоступная ссылка)